# フォックス姉妹

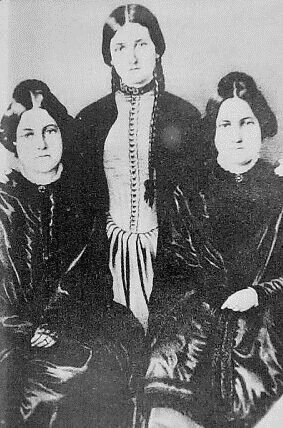
フォックス家の3人姉妹

フォックス姉妹（フォックスしまい）とは、霊と交流できると告白したことで一大交霊ブームを引き起こし、近代スピリチュアリズムのきっかけを作ったとされる19世紀アメリカの姉妹である。アメリカ人家族、フォックス家の3人姉妹のうち、次女・マーガレット・フォックス（Margaret Fox、1838年‐1893年）と、三女・キャサリーン・フォックス（Catherine Fox、1841年‐1892年、愛称は、ケイト、ケティー）の二人を指す。（二人の生年には別の記述もあり。英語版では、マーガレットの生年は1836年。）
彼女らは後に、超常現象・心霊現象の一つとされる、ラップ現象を起こす事が可能な、言い方を変えるなら、死者の霊といわれる目に見えない存在と、音を介して対話や交信できる霊媒師（霊能者）として有名になり、その事が一大センセーションを巻き起こした。また、その現象に対して、当時のマスコミ関係者や大学の研究者を巻き込んでの、騒動や論議となったことでも有名となった。また、この発端となった出来事は、一家の住んでいた村の名をとって、ハイズビル事件とも、研究者の多くの間では呼ばれている。
この出来事がきっかけとなり、19世紀後半から20世紀初頭にかけて顕著になった、交霊会や心霊主義による心霊現象研究が盛んとなった。特に、アメリカやイギリスでこういった研究やイベントが盛んとなり、ヨーロッパ各国や日本にも、研究目的、好奇問わずに広まってゆくこととなる。

## 事の発端
1847年12月11日、両親であるフォックス夫妻と、二人の娘マーガレットとケイトの計4人が、アメリカ合衆国ニューヨーク州北端の村、ハイズビルの一軒家に引っ越してきた。なお、長女レア（Leah、「リー」と表記するものもあり、1814年‐1890年）は、既に結婚してアンダーヒル夫人となり、ニューヨーク市に住んでいた。
翌1848年3月31日（金曜日）の夜、姉妹がベッドに入った後に、「音が鳴る事件」が発生した。木を叩くような小さく虚ろな音とのことであったが、この時点で、(1)夫妻（両親）が毎夜の音に悩まされていたために、思い切って、家族の誰かが交信をするに至った、(2)姉妹の寝静まった寝室の前で通りかかった母親が、最初に交信を始めた、(3)姉妹が、音の主と交信できる事実を両親に伝えた、(4)ケイト(9歳)、マーガレット(11歳)の順に音の主と交信をはじめ、両親へ知れることとなった、など、文献で様々な記述とバリエーションがあり、そのきっかけは不明である。交信方法は、交信者側が、ある質問に対して、あらかじめ用意した答えに対応する回数の音を鳴らす（つまり、「イエス」なら1回、「ノー」なら2回、あるいは、該当する数だけ音を鳴らす）などといったシンプルなものであった。
同日の午後7時30分頃、マーガレット夫人（フォックス夫人の間違い?）は、近所のレッドフィールド夫人を呼びに行った。その後、近所の人達が大勢やって来て質問をして、その晩は夜通し交信を続けた。近所一帯の有力者ドゥスラーという男性が中心になって、アルファベットを早口で口ずさみ、霊に希望する箇所で音を鳴らしてもらう、といった交信を繰り返して、一つの文章を獲得する事に成功した。その文章によると、音を鳴らした霊は、5年前にこの家に宿泊していた住人のジョン・ベルという男に殺されたチャールズ・ロズマという名の行商人で、彼には奥さんと二人の息子と三人の娘がいること、そして、その家に前に住んでいた住人に、500ドルを奪われ地下室に埋められた、と証言した。殺されたのは火曜日の深夜12時で、この家の東の寝室に滞在していた時、肉切り包丁でのどを切られたと訴えた。
翌日、皆で地下室の発掘は直ちに行われたが、湧き水が出たため、一時作業が中止された。水が引いた年の夏、探して掘ると、石灰や木炭とともに、少量の骨と毛髪と歯が出土した。医学の専門家による調査結果から、確かに人間のものとされたが、骨が少量であったため、事件の裏づけとしては不十分であり、信憑性が疑われる結果となった。しかし、1904年11月22日、ボストン・ジャーナルは、ハイズヴィルの「幽霊屋敷」の地下室にこっそり入り込んで遊んでいた少年達が、地下室の壁が崩れて人骨らしきものが見えているのを報告した事が皮切りとなり、この壁が二重壁であったことが判明し、その壁の下からほぼ一体分の人骨と、行商人用のブリキ製の箱が発見されたと報じた。これが事件を裏付ける結果となった。
この事件は、村を越えて噂が広がり、ひいては全米の心霊研究者や学術関係者、マスコミ、霊と通信したい人々、この傾向を信じる者などに広まったという。また、この段階で、この現象をラップ現象（「鼓音現象」とも日本では呼ばれた）と名づけられることとなった。

## インチキ説と暴露
噂が広まってイベント化するに従い、金銭が絡み出した。一説には、歳の離れた姉レアが、「金儲けの手段として妹たちを利用することを思いついた」とも、「レアが黒幕的存在となったために、後に妹らとわだかまりができたが、当の妹たちは、姉に逆らえない状態だった」とも、伝えられている。ニューヨークを拠点とした全米でのパフォーマンスの結果として、一家は、巨大な富を手に入れた。好奇心や物珍しさだけとは言い切れず、ピーク時には、150万人を超える信者や支持者がいたともいわれ、彼女らはカリスマ的存在ともなっていた。
民衆の噂や、新聞などのマスコミによって、アメリカからヨーロッパにまでこの事実が広まり、当時の学術研究の対象ともなってきた一方、死体の発見など、知り得ない事実を発見したとする本物説と、後述するインチキ説とが、常に対立していた。そんな中で、1851年、バッファロー薬科大学の調査結果が発表された。それは、「音の正体は、足首や膝の関節を鳴らしていたものであった」とするものであった。
そんな中で、1888年10月21日付けのニューヨークの新聞に、反スピリチュアル団体から金銭を貰ったマーガレットが、上記大学の調査結果に沿った内容の『手記』で、内容を告白する。次いで、ニューヨークの音楽アカデミーをはじめとして、各地で、このトリックを暴露する実演付きの公演を行った。一説には、ケイトも加えて姉妹二人で暴露公演を行ったとされている。また、「厳重な実演に際し医師も立会い、関節を鳴らしていた事が証明された」など、経過についてはいくつかのバリエーションがある他、足が動かないように縛った状態でも音が出たという調査結果もある。

彼女の暴露の内容は、以下の点でどの文献でもほぼ共通している。
1. すべてがバッファロー薬科大学の結論どおり、足の関節を鳴らしたもので、トリックであり詐欺。
2. 当初は、リンゴを紐で結び、ベッドから床に落とした音で、まず母親を信じ込ませた。
3. トレーニングした結果、足首か膝の関節を無制限に鳴らすテクニックを身に付けた。
4. 単なる悪戯から話が大きくなり、その事実を告白できなくなった。
5. 金銭がからむようになった段階で、当時かなりの年上の姉・レアに脅されるような形で、真実を口止めされた。
6. と同時に、パフォーマンスを続けるうち、一家の金儲けも絡んできて、ますます、真実を公表できない状態になっていった。

などといったものである。
この告白の背景には、マーガレットが良心の呵責に耐え切れなくなり、精神不安定になった事情があったからだとも、あるいは、レアの長年の支配からいさかいが生じた事への、マーガレットのレアに対する仕返しとして行われたとも、その双方の理由があったとも噂された。また、この証言により、信じていた者は衝撃を受け、彼女らも、以前のような大金を稼げない状態とはなったが、それでも霊との交信や、この種の現象を信じる者は少なくはなかったといわれている。

一般的な心霊実験や研究も、この出来事の後から20世紀初頭にピークを迎える。

## その背景と暴露の撤回
それから約1年半後、マーガレットは暴露の内容の撤回をした。当時の彼女の貧困状態や、姉とのいさかいの中での情緒不安定な環境に乗じて申し入れて来た、前述の反スピリチュアリズム派の者からの金銭がらみの申し入れに応じたことなどを告白した。また、その後、生涯通じて彼女ら(マーガレットとケイト)は、この現象について事実であったと主張し続けた。